# Jekatierina Krasnowa
Jekatierina Siergiejewna Krasnowa (ros. Екатерина Сергеевна Краснова; ur. 31 stycznia 1988) – rosyjska zapaśniczka walcząca w stylu wolnym. Zajęła dwunaste miejsce na mistrzostwach świata w 2013. Czterokrotna medalistka mistrzostw Europy, zdobyła złoty medal w 2009. Szósta w Pucharze Świata w 2006. Trzecia na uniwersjadzie w 2013. Wicemistrzyni świata juniorów w 2006, 2007 i 2008 i Europy w 2006. Mistrzyni Rosji w 2009 i 2013, a druga w 2008 i 2011 roku.
Srebrna medalistka mistrzostw świata w grapplingu w 2011 i brązowa w 2012 roku.